# 이재수 (수영 선수)
이재수(1968년 3월 8일 ~ )는 대한민국의 수영 선수이다. 이재수는 1988년 하계 올림픽에서 두 가지 이벤트에 참가하였다.